# The First Day of the Rest of Your Life (The Walking Dead)
The First Day Of The Rest Of Your Life là tập thứ mười sáu, đồng thời cũng là tập cuối trong Phần 7 của series phim truyền hình The Walking Dead. Tập phim được phát sóng trên kênh AMC của Mỹ vào ngày 2/4/2017. Khi phát sóng tại Mỹ, tập phim đã được 11,31 triệu người xem trong đó có 5,4 triệu người từ 18-49 tuổi.

## Nội dung tập
Sasha đang ở trong một không gian tối và hẹp. Tiếng nhạc vang lên từ hai bên tai nghe cô đang đeo cho đến khi cô lịm đi.
Trong một cảnh quá khứ, quay lại thời điểm cuối mùa phim trước, Sasha đang nằm ngủ trên ghế. Cô được đánh thức bởi Abraham, người bảo rằng Maggie đang cần sự giúp đỡ từ bác sĩ, và anh sẽ cùng nhóm Rick hộ tống cô ấy tới Hilltop. Sasha liền khuyên người yêu nên ở lại.
Quay trở lại thời điểm hiện tại, Negan bước vào phòng giam của Sasha và mang cho cô một đĩa thức ăn. Hắn nói rằng cô không cần phải là người chết hôm nay, nhưng ai đó trong nhóm Rick sẽ phải như vậy. Sasha liền hỏi rằng Negan muốn gì từ cô.
Trong phòng giam ở Alexandria, khi được Rick hỏi về lý do vì sao Dwight lại muốn giúp họ, anh ta đáp rằng mình muốn Negan phải chết. Tara bước tới và nhắc lại cái chết của Denise do Dwight gây nên, nhưng anh ta bảo rằng lúc đó mình không chủ ý ngắm bắn cô ấy. Nghe vậy, Daryl tức giận lao tới tóm lấy Dwight và chĩa dao vào mặt anh ta. Dwight liền khẳng định rằng giờ đây anh ta đã theo phe họ, vì Sherry, người là động lực duy nhất để anh ta ở với The Saviors đã bỏ đi. Tara liên tục thúc giục Daryl giết Dwight, nhưng cuối cùng anh ấy đã hạ dao xuống. Rosita giờ đây cũng báo với cả nhóm rằng Sasha đã bị The Saviors bắt được.
Dwight cảnh báo nhóm Rick rằng ngày mai Negan sẽ tới Alexandria cùng ít nhất 20 người khác. Anh ta đưa ra kế hoạch: Họ nên chuẩn bị sẵn sàng để tấn công ngay khi chúng tới đây. Sau đó, Dwight sẽ dùng bộ đàm liên lạc báo với những người ở nhà rằng mọi việc vẫn nằm trong tầm kiểm soát. Tiếp theo, nhóm Rick sẽ đến The Sanctuary trong chính những chiếc xe mà nhóm Negan đi tới để tấn công những thành viên The Saviors đang mất cảnh giác. Họ có thể chiêu mộ thêm những người đang lao động khổ sai bên trong The Sanctuary về phe mình, sau đó đi diệt từng tiền đồn một của địch và kết thúc chuyện này.
Cuối cùng, Dwight được cho phép trở về sau khi Rick đồng tình với kế hoạch của anh ta. Tuy nhiên, Daryl vẫn thề sẽ giết Dwight sau khi trận chiến kết thúc.
Vẫn trong không gian tối và hẹp, Sasha vẫn đang nghe nhạc và nhớ lại thời điểm mà mình với Abraham trò chuyện. Lúc đó, cô cố thuyết phục anh ở lại vì vừa nằm mơ thấy một cơn ác mộng, khi mà cô thấy anh chết.
Trước đó, sau khi hỏi Negan rằng hắn cần gì ở cô. Sasha được hắn trả lời rằng hắn sẽ sử dụng cô để uy hiếp nhóm Rick trong cuộc tấn công Alexandria sắp tới. Negan bảo rằng hắn sẽ giết đi 3 người, nhưng Sasha đã thuyết phục được hắn giảm số nạn nhân xuống chỉ còn 1.
Quay trở lại thời điểm hiện tại, ở Hilltop, Maggie vừa được Jesus tường thuật lại kế hoạch của Rick. Cô tỏ ý cân nhắc về việc liệu có nên mang quân tới Alexandria hỗ trợ anh ấy không. Jesus bèn nói rằng anh rất vui khi giờ đây Maggie đang là người đưa ra quyết định chứ không phải Gregory - người đang vắng mặt tại cộng đồng.
Ezekiel và Carol đang trên đường dẫn một đội quân binh lính tới Alexandria. Họ tình cờ gặp Morgan, người vẫn đang trong trạng thái tinh thần bất ổn và bảo sẽ đi tìm giết The Saviors một mình. Tuy nhiên, sau khi được thuyết phục bởi Ezekiel, Morgan đã gia nhập đoàn quân của The Kingdom.
Nhóm The Scavengers vừa tới Alexandria bằng các phương tiện di chuyển là xe đạp và xe chở rác. Rick tới gặp Jadis trước khi hai bên cùng tác chiến. Cô ta buông lời bỡn cợt về Rick trước mặt Michonne nhưng bị cả hai người họ phớt lờ. Daryl, Rosita và Aaron đang đặt những kíp thuốc nổ vào bên trong một chiếc xe tải đậu bên ngoài cổng Alexandria.
Trong khi đó, nhóm Negan trên đường tới Alexandria liên tục gặp trở ngại bởi hoàng loạt cây đổ chặn ngang đường, điều mà Dwight đã bí mật làm để giúp phe Rick có thêm thời gian chuẩn bị. Eugene liền tới xin Negan chốc nữa sẽ để mình là người cố thuyết phục Rick để tránh xảy ra xung đột giữa hai bên.
Quay trở lại Alexandria, trên sân thượng của một ngôi nhà cao tầng, Michonne đưa một khẩu súng cho Farron - một thành viên của The Scavengers. Farron nhận lấy nó và mỉm cười với vẻ bí hiểm.
Tiếp tục trong không gian tối và hẹp, Sasha vẫn đang nghe nhạc và nhớ lại thời điểm mà mình với Abraham trò chuyện. Lúc đó, cô kể với anh về ác mộng của mình, rằng họ đang ở bờ biển và Abraham đã bị kéo xuống mặt nước và không trở lên. Abraham đùa rằng anh chẳng hề thích biển và họ nên chuẩn bị sẵn sàng để đưa Maggie tới Hilltop. Tuy nhiên, Sasha một lần nữa cầu xin rằng họ nên ở lại. "Maggie phải tự chăm sóc cho Maggie thôi" - cô nói.
Trước đó, khi các thành viên The Saviors đang sửa soạn để tới Alexandria, Eugene tới hộ tống Sasha ra ngoài xe và bảo rằng cô sẽ sớm thích ứng với cuộc sống ở đây. Mặc dù vậy, cô đáp rằng: "Không, không như anh đâu". Eugene liền nói tiếp rằng nếu có ai đó phải chết hôm nay, đó là do quyết định của họ; và Sasha đồng tình về điều này.
Trong cảnh quá khứ, quay lại thời điểm sau khi nhóm Rick trải qua cơn bão trong tập "Them" (Phần 5), Sasha đang cùng Maggie ngồi ngắm bình minh.
Quay trở lại thời điểm hiện tại, phe Rick đã được báo động khi quân The Saviors đang lại gần. Rick đứng trên chốt canh cạnh cổng chính cùng với Jadis, người nấp dưới chân anh ấy. Khi đoàn xe của Negan tới nơi, mọi người đều bất ngờ khi Eugene bước ra và cầm loa thuyết phục nhóm Rick nên đầu hàng. Bị shock trước sự phản bội của Eugene, Rick chần chừ một lúc trước khi ra ám hiệu cho Rosita bấm nút kích hoạt đám thuốc nổ ngoài cổng. Tuy nhiên, vụ nổ đã không xảy ra. Trước khi Rick kịp rút súng của mình ra, Jadis cùng tất cả các thành viên The Scavengers đã đồng loạt chĩa súng vào người nhóm anh. Trên sân thượng ngôi nhà mà mình đang ngắm bắn, Michonne định rời khỏi để xuống giúp nhóm cũng đã bị Farron chặn lại và chĩa súng vào người. Lúc này, Negan mới bước ra từ một chiếc xe và cho tay sai lấy lại đám thuốc nổ chưa bị kích hoạt. Jadis liền tiết lộ rằng nhóm cô ta đã tìm được đến chỗ The Saviors để đạt được một thỏa thuận tốt hơn so với nhóm Rick.
Negan sai Simon & Dwight lấy ra một chiếc quan tài mà nhóm hắn mang tới rồi bảo rằng Sasha đang ở bên trong và vẫn còn sống. Hắn đề nghị nhóm Rick đầu hàng để cô ấy được tha mạng. Mặc dù vậy, Negan vẫn sẽ buộc phải ra tay giết một người dưới sự lựa chọn của Rick để trừng phạt anh. Nếu làm trái ý, quân của hắn sẽ tàn sát tất cả họ. Khi Rick yêu cầu được nhìn thấy Sasha, Negan liền đi tới cạnh cỗ quan tài và dùng gậy Lucille gõ lên nó.
Lại một lần nữa trong không gian tối và hẹp, Sasha vẫn đang nghe nhạc và nhớ lại thời điểm mà mình với Abraham tâm sự. Lúc đó, Abraham tỏ vẻ không đồng tình về việc Sasha nói rằng Maggie phải tự lo cho bản thân mình. Anh nhắc cho cô nhớ rằng sứ mệnh của họ chính là đánh đổi mạng sống của mình để bảo vệ những người khác, đặc biệt là khi Maggie đang mang một em bé trong bụng, là hy vọng tươi sáng cho tương lai về sau. Sasha đồng tình về điều này và tỏ vẻ hối hận vì lời mình lỡ nói ra. Họ cùng ra khỏi nhà để chuẩn bị cùng nhóm Rick hộ tống Maggie tới Hilltop.
Trước đó, ngay trước khi các thành viên The Saviors leo lên xe để tới Alexandria, Eugene đưa cho Sasha một chiếc máy nghe nhạc cùng tai nghe và được cô bảo rằng mình sẽ không mất niềm tin vào anh. Tiếp đó, Sasha đề nghị Negan cho mình nằm bên trong cỗ quan tài để được nghỉ ngơi, đồng thời xin một ít nước để uống dọc đường. Trên đường đi, trong lúc nghe nhạc, cô đã uống viên thuốc độc mà Eugene đưa cho mình trước đó để tự tử.
Quay trở lại thời điểm hiện tại, Negan mở nắp cỗ quan tài và giật mình khi thấy Sasha trong hình hài xác sống chồm tới phía mình. Nhân cơ hội kẻ thù đang không để ý, phe Rick liền phản công lại các thành viên The Scavengers. Những người đứng trên chốt canh gác trên cao cạnh cổng chính cũng xả súng vào quân The Saviors bên ngoài. Trên sân thượng ngôi nhà, Michonne đánh văng khẩu súng của Farron và lao vào đấu tay không với ả ta. Giữa hàng loạt tràng súng giữa hai bên, Rosita đã bị trúng đạn và được Tara dìu chạy về bệnh xá. Rick bất lực đứng nhìn xung quanh khi mà anh vẫn đang bị Jadis dùng súng chế ngự. Anh cố dàn xếp một thỏa thuận khác với cô ta, nhưng đã bị Jadis bắn vào hông và đạp ngã xuống dưới. Roy - thành viên của The Saviors chạy tới lôi xác sống Sasha ra khỏi Negan thì lập tức bị cắn xé và chết thay. Negan liền kéo Simon chạy ra sau một chiếc xe để tránh đạn.
Một lát sau, sau khi The Saviors và The Scavengers đã lại một lần nữa kiểm soát được tình thế, Rick bị Jadis áp giải tới nơi Negan cùng đồng bọn đang đợi sẵn. Carl cũng đang bị bắt quỳ ở đó. Jadis nhắc lại cho Negan nhớ rằng thỏa thuận giữa cô ta với hắn là 12 người để đổi cho việc nhóm cô ta giúp hắn trong chuyện này. Tuy nhiên, Negan bất ngờ thay đổi thỏa thuận xuống chỉ còn 10 người, khiến Jadis phải ngậm ngùi chấp nhận.
Trong lúc đang quỳ, Rick và Carl hoảng hốt khi thấy bóng một người phụ nữ ngã từ trên sân thượng tòa nhà nơi Michonne và Farron đứng. Negan liền tuyên bố rằng hắn sẽ giết Carl và chặt một tay của Rick vì không chịu nghe lời. Mặc dù vậy, Rick vẫn không hề tỏ ra sợ hãi và nhắc lại một lần nữa rằng anh sẽ giết hắn. Negan nhìn anh một hồi cười và tiến về phía Carl. Trước khi hắn kịp vung gậy lên và giáng xuống đầu cậu bé, con hổ Shiva bất ngờ từ đâu lao tới và vồ lấy một thành viên The Saviors. Quân của Negan hoảng hốt trong khi phe của The Kingdom do Ezekiel và Carol dẫn đầu tới tiếp ứng. Không chỉ vậy, cả Maggie cùng quân của Hilltop cũng vừa tới nơi để tham chiến. Rick và Carl cũng lập tức nhặt súng lên để phản công trong khi Negan cùng người của hắn bỏ chạy.
Trận hỗn chiến lại một lần nữa tiếp diễn, với rất nhiều quân địch bị bắn hạ. Các thành viên The Scavengers liền ném bom khói để giúp đồng bọn rút lui. Negan cùng đám tay sai cũng đã thoát được và về bằng xe của chúng. Sau một hồi, liên quân các cộng đồng đã đánh đuổi được phe địch ra khỏi Alexandria.
Rick và Carl vội vàng chạy tới chỗ lúc nãy thấy có bóng phụ nữ rơi từ trên cao xuống và phát hiện ra đó là Farron. Chạy lên trên, Rick nhìn thấy Michonne đang ngồi một chỗ trong tình trạng bầm dập và mừng rỡ ôm lấy cô.
Về đến The Sanctuary an toàn, Negan hỏi Eugene về lý do vì sao Sasha lại chết trong cỗ quan tài, và anh nói dối rằng có lẽ cô ấy đã chết ngạt do thiếu không khí. Sau khi nhìn Eugene với vẻ ngờ vực nhưng cũng tạm đồng ý với lời giải thích của anh, Negan bước ra phía sân trước của căn cứ, nơi hàng trăm thành viên The Saviors đang tụ tập và thông báo: "Chiến tranh chuẩn bị nổ ra".
Maggie và Jesus đang đi trong rừng và tìm thấy được xác sống Sasha. Vừa khóc, Maggie vừa dùng dao đâm chết cô ấy. Sau đó, xác của Sasha được đưa về Alexandria và chôn cất trong nghĩa trang của cộng đồng. Trong lúc đóng cổng chính, Daryl phát hiện ra một bức tượng gỗ nhỏ được Dwight giấu gần đó, bên trên tượng có khắc dòng chữ "Didn’t know" (Ngụ ý rằng Dwight không biết trước việc Negan có thỏa thuận với The Scavengers). Trong bệnh xá, Tara đang ngồi cạnh giường của Rosita, và Rick ngồi cạnh giường của Michonne.
Lát sau, Maggie nói với Rick rằng cô không phải là người nắm quyết định trong việc mang quân tới cứu Alexandria hôm nay. Quay trở lại thời điểm từ lúc bắt đầu, khi Glenn quyết định tới cứu Rick trong chiếc xe tăng ở Atlanta, chính quyết định quả cảm đó đã dẫn tới tất cả mọi thứ sau này. Việc Maggie tới cứu Rick chỉ là cô đang làm theo quyết định của Glenn.
Trong cảnh quá khứ, khi đang ngồi ngắm bình minh lên, Maggie và Sasha quay sang nhìn nhau và mỉm cười.
Cuối cùng, Rick, Maggie và Ezekiel, 3 nhà lãnh đạo của 3 cộng đồng cùng đứng cạnh nhau và đưa ra lời tuyên bố trước toàn thể người dân rằng họ sẽ cùng hợp sức và chiến đấu lại The Saviors.

## Diễn viên

### Diễn viên chính
- Andrew Lincoln vai Rick Grimes
- Norman Reedus vai Daryl Dixon
- Lauren Cohan vai Maggie Rhee
- Chandler Riggs vai Carl Grimes
- Danai Gurira vai Michonne
- Melissa McBride vai Carol Peletier
- Lennie James vai Morgan Jones
- Sonequa Martin-Green vai Sasha Williams
- Alanna Masterson vai Tara Chambler
- Josh McDermitt vai Eugene Porter
- Christian Serratos vai Rosita Espinosa
- Jeffrey Dean Morgan vai Negan
- Seth Gilliam vai Gabriel Stokes
- Ross Marquand vai Aaron
- Austin Amelio vai Dwight
- Tom Payne vai Paul Rovia
- Xander Berkeley vai Gregory*

### Diễn viên định kỳ
- Khary Payton vai Ezekiel
Katelyn Nacon vai Enid 
Steven Ogg vai Simon
Pollyanna McIntosh vai Jadis
Thomas Francis Murphy vai Brion
Jason Douglas vai Tobin
Kenric Green vai Scott

### Khách mời đặc biệt
- Michael Cudlitz vai Abraham Ford

*Không xuất hiện trong tập này

### Các diễn viên phụ khác
- Jordan Woods-Robinson vai Eric Raleigh
- Cooper Andrews vai Jerry
- Carlos Navarro vai Alvaro
- Kerry Cahill vai Dianne
- Daniel Newman vai Daniel
- Elizabeth Ludlow vai Arat
- Mike Seal vai Gary
- Brian Stapf vai Roy
- Sabrina Gennarino vai Tamiel
- Dahlia Legault vai Francine
- Peter Zimmerman vai Eduardo
- Karen Ceesay vai Bertie
- Anja Akstin vai Farron
- David Marshall Silverman vai Kent
- Karl Funk vai Neil

## Cái chết trong tập
- Sasha Williams
- Roy
- Farron
- Ít nhất 2 cư dân Alexandria
- Ít nhất 3 thành viên của The Saviors
- Ít nhất 20 thành viên của The Scavengers

## Đánh giá
"The First Day Of The Rest Of Your Life" nhận được phản hồi tích cực giới phê bình, với 82% trong số 34 bài phê bình trên trang Rotten Tomatoes mang đánh giá tốt.
Jeff Stone từ trang IndieWire cho tập phim điểm B- và tóm gọn nhận xét của mình: "Tập cuối Phần 7 có mạch truyện khá chậm, nhưng vẫn có đủ sự kịch tính để được coi là một tập hay". Kevin Fitzpatrick từ trang Screen Crush nhận định: "Đây là một cái kết mạnh mẽ cho một mùa phim với tiết tấu không đồng đều, vốn đã mất đi nhiều khán giả với tập mở đầu của nó. Và tôi đánh giá cao tính nghệ thuật trong việc đưa vào những khoảnh khắc nhỏ nhưng đầy ý nghĩa như cảnh Sasha và Maggie ngồi ngắm hoàng hôn, hay là cảnh khép lại tập phim. The Walking Dead có thể tận dụng việc này trong những tập phim về sau, và có thể họ sẽ rút ra được bài học". Blair Marnell từ trang CraveOnline cảm thấy rằng tập phim đã "mang đến một sự ra đi đáng nhớ cho Sasha", đồng thời đánh giá cao việc khắc họa tâm trạng của Sasha thông qua việc đan xen chuyển cảnh giữa giấc mơ đoàn tụ với Abraham, với lúc nói chuyện cùng Negan & Eugene, và với những giây phút cuối cùng bên trong cỗ quan tài.

## Lỗi phim
- Trong cảnh Rosita trúng đạn, không hề có vết máu nào được nhìn thấy trên người cô ấy.